# Ecclesia in Africa
Ecclesia in Africa (en español: La Iglesia en África)  es una exhortación apostólica postinodal  del Papa Juan Pablo II. Esta exhortación fue el resultado de la Asamblea Especial del Sínodo de los Obispos para África, que se celebró del 10 de abril al 8 de mayo de 1994 sobre el tema la iglesia en África y sobre la misión evangelizadora con miras al año 2000. La carta postsinodal se publicó el 14 de septiembre de 1995.

## Los capítulos individuales
Está dividido en siete capítulos y trata de la importante situación de la población africana. El primer capítulo enfatiza el momento eclesiástico histórico que resulta de la implementación del sínodo Africano para el continente.
En el segundo capítulo se sitúa en primer plano la Iglesia en África. Se presenta la historia de la evangelización y se señalan los problemas actuales de la Iglesia en África. Se muestran los puntos calientes de las redes sociales y se resaltan los valores positivos. Se llama la atención sobre la formación de agencias de evangelización.
El tercer capítulo está dedicado al anuncio y misión de la Iglesia, se elaboran fundamentos teológicos y se fundamentan en el diálogo. Se enfatiza como importante el pleno desarrollo humano y se enfatiza el uso de los medios sociales de comunicación.
El cuarto capítulo comienza con una mirada hacia el tercer siglo y esboza los desafíos actuales. La cooperación con las familias, la importancia de la educación y la dignidad y el papel de hombres y mujeres son importantes. El quinto capítulo trata de las estructuras claras de evangelización y sus portadores. Todos los clérigos están llamados a implementar estas demandas y utilizar todos los medios disponibles.
El capítulo seis discute las expectativas teológicas y describe las áreas de preocupación. Se describen como ejemplos la juventud, el flagelo del sida , los refugiados, la elevada deuda nacional y la dignidad de la mujer africana.
En el capítulo séptimo y al final se vuelve a expresar que la misión es abierta y que la solidaridad pastoral es piedra angular en el camino hacia el nuevo milenio cristiano.